# Parincea
Parincea – wieś w Rumunii, w okręgu Bacău, w gminie Parincea. W 2011 roku liczyła 871 mieszkańców.